# WWE 2K16
WWE 2K16 é um jogo eletrônico de luta livre profissional desenvolvido pela Yuke's e Visual Concepts, e publicado pela 2K Sports para o PlayStation 3 (PS3), PlayStation 4 (PS4), Xbox 360, e Xbox One, que foi lançado em 27 de outubro de 2015. É o décimo sétimo jogo da franquia WWE (o terceiro publicado pela 2K Sports) e o sucessor do WWE 2K15.

## Marketing e promoção
O jogo foi oficialmente anunciado em 16 de junho de 2015, com WWE e 2K revelando os seis primeiros lutadores que estariam inclusos na edição.
Em 6 de julho de 2015, "Stone Cold" Steve Austin foi revelado como o lutador que estaria na capa do jogo.
Em 27 de julho de 2015, a 2K anunciou que o personagem T-800 Terminator de Arnold Schwarzenegger (versões de ambos O Exterminador do Futuro e O Exterminador do Futuro 2: O Julgamento Final) seria um personagem jogável, adquirido somente na pré-venda. Mais tarde naquele dia, a 2K ainda revelou a primeira imagem do jogo, com o chapéu de cowboy de John "Bradshaw" Layfield colocado sob a mesa de comentários do Raw.
Em 4 de agosto de 2015, a IGN revelou as primeiras imagens, jogabilidade e entrada de lutadores para o WWE 2K16 na Gamescom. A IGN então passou a tratar da liberação de mais imagens, animações, recursos e obras de arte que seriam incluídas no jogo. Eles também cuidaram da liberação semanal de lutadores que estariam no jogo, chamando o ato de "IGN's Roster 3:16". Uma versão em árabe foi anunciada para os países do Oriente Médio. Uma demo pode ser jogada em lojas selecionadas da Walmart em vários locais dos Estados Unidos como parte do "WWE 2K16 Early Access Tour”.
O trailer de estreia contou com "Stone Cold" Steve Austin cavando em um deserto, descobrindo um cinturão customizado do WWF Championship, e colocando-o no ombro antes de se virar para olhar para a câmera. Em 27 de julho, um segundo trailer foi divulgado, agora com Arnold Schwarzenegger, Daniel Bryan, Eva Marie, Paige, Finn Bálor e Dean Ambrose para promover a inclusão do personagem Terminator no jogo.O trailer foi uma reencenação da cena do bar de O Exterminador do Futuro. 2K, em seguida, lançou um trailer detalhando o modo MyCareer em 25 de setembro. Uma série de trailers caracterizam Stone Cold pregando a partir do "The Book of Austin", dando detalhes sobre o plantel do jogo, trio de comentários, trilha sonora e recursos contidos no jogo.

### Conteúdo para download
A 2K revelou o passe de temporada e o conteúdo para download do jogo em 7 de outubro de 2015. Incluído no passe de temporada estarão o "pacote de lendas" contando com os lutadores Big Boss Man, Dusty Rhodes, Lita, Mr. Perfect, Roddy Piper e Trish Stratus, e o "pacote de lutas do Hall da Fama de 2015" contando com os lutadores introduzidos no WWE Hall of Fame em 2015, incluindo Randy Savage vs. Jake Roberts, Rikishi vs. The Rock, Alundra Blayze vs. Paige, Larry Zbyszko vs. Ric Flair, The Bushwhackers vs. The Natural Disasters, The Outsiders vs. Harlem Heat, e Ricky Steamboat e Dustin Rhodes vs. The Enforcers, um "pacote de novos movimentos" conteúdo várias novas animações e golpes, e o "pacote do futuro" contendo os lutadores Samoa Joe, Blake e Murphy e Los Matadores. Em adição, um "MyPlayer KickStart" foi anunciado como um aumento para as estatísticas dos jogadores no modo MyCareer. Uma edição de luxo digital, contendo o jogo, passe de temporada, melhorias para o MyPlayer e um tema digital também foram anunciados. Todo o conteúdo do passe de temporada será lançado em 31 de março de 2016.

## Jogabilidade
Reversões foram alterados para que os jogadores tenham uma quantidade determinada por luta, impedindo o excesso de uso do movimento. Não há tela de carregamento durante as entradas, e os jogadores poderão atacar o oponente durante elas. A inteligência artificial de árbitros e managers foram melhoradas. Pins e submissões também foram retrabalhados e melhorados, com um novo sistema que substitui a anterior, permitindo fugas mais justas e novas animações também foram adicionadas. Lutas online também foram melhoradas. O jogo também contará com submissões de descanso onde os personagens podem usar para recuperar energia.

## Tipos de luta
Luta de duplas com escadas, em desvantagem e tornado, antes removidos no WWE 2K15, retornam em WWE 2K16.

## Roster
A 2K anunciou em suas redes sociais que WWE 2k16 contará com o "maior roster da história", com mais de 120 personagens jogáveis exclusivos, quase o dobro dos 67 que estavam no jogo anterior. O desenvolvimento para o jogo em seguida, esclareceu que os 120 lutadores são personagens jogáveis que não inclui conteúdo para download (DLC), e que todos os 120 personagens já seriam incluídos no jogo.
2K anunciou que, apesar de "trabalhar tão duro quanto nós pudemos" para incluí-los, por "vários motivos," Sasha Banks, Charlotte, Becky Lynch e Bayley do NXT) não estariam incluídas como conteúdo para download. A 2K também revelou que a WWE negou-lhes a inclusão de Cody Rhodes como ele mesmo no jogo, embora ele esteja incluído com sua personagem Stardust.
WWE 2K16 marca a estreia de Aiden English, Alundra Blayze, Baron Corbin, Blake, Colin Cassady, Diego, Enzo Amore, Eva Marie, Fernando, Finn Bálor, Haku, Hideo Itami, Kalisto, Kama, Kevin Owens, Larry Zbyszko, Mikey Whipwreck, Murphy, Rosa Mendes, Samoa Joe, Savio Vega, Simon Gotch, Stevie Ray, Tyler Breeze e Typhoon em um jogo eletrônico.

### Lista de lutadores
A lista completa de lutadores foi adicionada no site oficial do jogo.
Clique em Expandir para mostrar cada uma das listas.
| Lutadores        |
| ---------------- |
| Adam Rose        |
| Aiden English    |
| Bad News Barrett |
| Baron Corbin     |
| Batista          |
| Big E            |
| Big Show         |
| Bo Dallas        |
| Bray Wyatt       |
| Brock Lesnar     |
| Cesaro           |
| Chris Jericho    |
| Christian        |
| Colin Cassady    |
| Curtis Axel      |
| Damien Sandow    |
| Daniel Bryan     |
| Darren Young     |
| Dean Ambrose     |
| Dolph Ziggler    |
| Enzo Amore       |
| Erick Rowan      |
| Fandango         |
| Finn Bálor       |
| Goldust          |
| Heath Slater     |
| Hideo Itami      |
| Jack Swagger     |
| Jey Uso          |
| Jimmy Uso        |
| John Cena        |
| Kalisto          |
| Kane             |
| Kevin Owens      |
| Kofi Kingston    |
| Konnor           |
| Luke Harper      |
| Mark Henry       |
| Neville          |
| R-Truth          |
| Randy Orton      |
| Roman Reigns     |
| Rusev            |
| Ryback           |
| Sami Zyan        |
| Santino Marella  |
| Seth Rollins     |
| Sheamus          |
| Simon Gotch      |
| Sin Cara         |
| Stardust         |
| Sting            |
| The Miz          |
| The Rock         |
| The Undertaker   |
| Titus O'Neil     |
| Triple H         |
| Tyler Breeze     |
| Tyson Kidd       |
| Viktor           |
| Xavier Woods     |
| Zack Ryder       |

| Divas             |
| ----------------- |
| Alicia Fox        |
| Brie Bella        |
| Cameron           |
| Emma              |
| Eva Marie         |
| Layla             |
| Naomi             |
| Natalya           |
| Nikki Bella       |
| Paige             |
| Stephanie McMahon |
| Summer Rae        |
| Tamina            |

| Lendas                                |
| ------------------------------------- |
| André the Giant                       |
| Bam Bam Bigelow                       |
| Billy Gunn                            |
| Booker T                              |
| Bret Hart                             |
| Brian Pillman                         |
| Cactus Jack                           |
| D'Lo Brown                            |
| Diamond Dallas Page                   |
| Dude Love                             |
| Edge                                  |
| Farooq                                |
| Fit Finlay                            |
| General Adnan                         |
| Haku                                  |
| Jake Roberts                          |
| Jim Neidhart                          |
| John "Bradshaw" Layfield              |
| Kama Mustafa                          |
| Ken Shamrock                          |
| Kevin Nash                            |
| Lex Luger                             |
| Mankind                               |
| Mikey Whipwreck                       |
| Mustafa                               |
| Paul Wight                            |
| Randy Savage                          |
| Ric Flair                             |
| Rick Rude                             |
| Ricky Steamboat                       |
| Rikishi                               |
| Savio Vega                            |
| Sgt. Slaughter                        |
| Shane McMahon                         |
| Shawn Michaels                        |
| Stephanie McMahon Helmsley            |
| Sting (1999)                          |
| Sting (loiro)                         |
| Stone Cold Steve Austin               |
| Stunning Steve Austin                 |
| The British Bulldog                   |
| The Honky Tonk Man                    |
| The Ultimate Warrior                  |
| The Undertaker (American Badass)      |
| The Undertaker (Ministry of Darkness) |
| Vader                                 |
| Vince McMahon                         |
| William Regal                         |
| X-Pac                                 |

| Conteúdo para download |
| ---------------------- |
| Big Boss Man           |
| Blake                  |
| Diego                  |
| Dusty Rhodes           |
| Fernando               |
| Lita                   |
| Mr. Perfect            |
| Murphy                 |
| Roddy Piper            |
| Samoa Joe              |
| T-800 Terminator       |
| Trish Stratus          |

      Exclusivo na pré-venda.

## Visual e áudio
O time de comentaristas foi expandido agora para três membros, com John "Bradshaw" Layfield acompanhando Michael Cole e Jerry Lawler. Jim Ross retorna ao lado de Lawler no the Steve Austin showcase. O jogo apresenta uma nova física com relação a roupas e animações, criando trajes mais realistas. A variedade de plateias também foi melhorado. Características físicas de cabelo e suor foram melhoradas.

## Modos de jogo

### 2K Showcase
O modo 2K Showcase retorna, com uma das histórias detalhando a carreira de "Stone Cold" Steve Austin.

### MyCareer
MyCareer também retornou em 2K16, com a 2K afirmando que o modo seria significativamente ampliado em relação ao jogo do ano anterior.O modo estará disponível no Playstation 4 e Xbox One.[carece de fontes?] Várias mudanças foram feitas para dar mais controle ao jogador sobre seu personagem. A personalidade deles será influenciada por suas ações, das quais elem podem formar aliados ou rivais. A The Authority estará neste modo, de modo que o jogador tem a escolha de apoia-los ou não, causando influencia na sua carreira. O jogador também pode escolher interferir em lutas de outros lutadores para assim criar rivalidades.

### WWE Universe
O modo WWE Universe foi ajustado, com o jogo agora permitindo que uma única estrela possa estar em múltiplos shows.

## Modos de criação
Create a Diva, Create a Show, Create an Arena e Create a Championship, presente em todos os jogos porém removido no WWE 2K15, agora estão de volta no WWE 2K16. A opção de criar um lutador incluiu várias novas opções de personalização, tintura para cabelo, mudança da propriedade de materiais (por exemplo, uma máscara ou camisa pode ser ser de vinil, pano ou cetim) e uma nova ferramenta de importação de rostos.[carece de fontes?]
Agora, pode-se armazenar até 100, lutadores criados o mesmo número de WWE 2K14 e quatro vezes mais do que o disponível em WWE 2K15.[carece de fontes?]

## Música
WWE 2K16 possui uma trilha sonora licenciada, e WWE 2K16: The Soundtrack consiste de música de variados artistas e gêneros musicais, incluindo alternative rock, hip-hop, classic rock, heavy metal, country e electronic dance. A trilha sonora foi copilada pelos desenvolvedores do jogo.
| N.º            | Título                                | Artista(s)                                       | Duração |  |
| 1.             | "Rebel Yell"                          | Billy Idol                                       | 4:45    |  |
| 2.             | "Revolution"                          | Diplo apresentado por Faustix & Imanos and Kai   | 4:15    |  |
| 3.             | "Something to Believe In"             | Fashawn apresentado por Nas e Aloe Blacc         | 4:04    |  |
| 4.             | "Hello World"                         | Kid Ink                                          | 3:25    |  |
| 5.             | "Deep Six"                            | Marilyn Manson                                   | 5:02    |  |
| 6.             | "A Little More"                       | Machine Gun Kelly apresentado por Victoria Monet | 4:04    |  |
| 7.             | "It's Tricky"                         | Run-D.M.C.                                       | 3:03    |  |
| 8.             | "Youth Gone Wild"                     | Skid Row                                         | 3:21    |  |
| 9.             | "Heavydirtysoul"                      | Twenty One Pilots                                | 3:54    |  |
| 10.            | "Till It's Gone (remix de Dan Heath)" | Yelawolf                                         | 4:35    |  |
| 11.            | "Heavy Is the Head"                   | Zac Brown Band apresentado por Chris Cornell     | 3:59    |  |
| 12.            | "Transmission"                        | Zedd apresentado por Logic e X Ambassadors       | 4:02    |  |
| Duração total: | Duração total:                        | Duração total:                                   | 48:29   |  |